# جون فرنش سلون
جون الفرنسية سلون (بالإنجليزية: John French Sloan)‏ (و. 1871 – 1951 م) هو رسام، ورسام توضيحي من الولايات المتحدة الأمريكية ولد في لاك هيفن.

## روابط خارجية
- جون فرنش سلون على موقع IMDb (الإنجليزية)
- جون فرنش سلون على موقع الموسوعة البريطانية (الإنجليزية)
- جون فرنش سلون على موقع ميوزك برينز (الإنجليزية)